# Адъюнктура (Россия)
Адъюнктура — форма подготовки научно-педагогических кадров для нужд Вооружённых сил Российской Федерации. Является военным аналогом аспирантуры.

## История

### Советский период
Адъюнктура была учреждена в 1938 году. Её основным назначением была подготовка научно-педагогического состава Вооружённых сил СССР из числа офицеров.
Период обучения составлял 3 года. Верхняя возрастная граница для поступления составляла 35 лет. Претенденты должны были иметь как минимум 2 года стажа действительной службы офицером в войсках, однако правила допускали также поступление в адъюнктуру сразу после выпуска из военного училища, если претендент "продемонстрировал склонность к исследованиям". Для поступления было необходимо сдать экзамены.
По мнению Микрюкова, поступление в адъюнктуру сразу после выпуска из военного училища было плохой и коррупционной практикой, поскольку большинство соответствующих претендентов были протеже высокопоставленных военных чиновников.
Диссертации, которые готовили адъюнкты, часто были засекречены; нередко и сам поиск информации в процессе подготовки диссертации тоже был засекречен. Это плохо отражалось на результате обучения: многие диссертации были оторваны от реалий современной войны и не основывались на передовых военно-технических разработках. Эта ситуация подвергалась критике. Так, например, министр обороны СССР Георгий Жуков лично знакомился со многими диссертациями и требовал изменить подход к обучению, предоставив адъюнктам доступ к архивам и разработкам научно-исследовательских институтов.

### Постсоветский период
Вплоть до 1999 года подготовка научно-преподавательских кадров для Вооружённых сил Российской Федерации регулировались нормативно-правовыми актами советского периода (в частности, приказами министра обороны СССР 1989 года № 80 и 1990 года № 249. Эти акты были заменены Приказом Министра обороны Российской Федерации от 15.07.1999 года № 310, который в целом сохранил советскую систему адъюнктуры. Этот приказ был отменён Приказом Министра обороны Российской Федерации от 09.03.2016 года № 118.
Новое нормативное регулирование было введено Приказом Министра обороны Российской Федерации от 18.01.2016 года № 6. Верхний возрастной предел для поступления был заменён минимальным ожидаемым количеством лет действительной военной службы после окончания адъюнктуры до достижения предельного возраста пребывания на военной службе. Возможность поступления в адъюнктуру сразу после окончания военного училища была исключена.

## Поступление
Офицер, желающий стать адъюнктом, должен подать до 1 февраля календарного года, в котором он хочет поступить в адъюнктуру, соответствующее заявление. Заявитель должен соответствовать нижеследующим требованиям:
| Достигнутый образовательный уровень                                               | Количество лет действительной военной службы офицером | Воинское звание (не ниже) | Воинская должность | Предполагаемое количество лет действительной военной службы после окончания адъюнктуры до достижения предельного возраста пребывания на военной службе |
| --------------------------------------------------------------------------------- | ----------------------------------------------------- | ------------------------- | ------------------ | --- |
| Успешно оконченные военное училище или военный учебный центр при гражданском вузе | не менее 2 лет                                        | лейтенант                 | -                  | минимум 5 лет |

Кандидаты, соответствующие требованиям, допускаются к сдаче вступительных экзаменов, а именно: экзамен по специальной дисциплине, экзамен по философии, экзамен по иностранному языку. Приём в адъюнктуру осуществляется на конкурсной основе, при этом приоритет отдаётся кандидатам, которые при прочих равных имеют более высокие результаты по экзамену по специальной дисциплне. Офицеры, прошедшие конкурсный отбор, зачисляются в адъюнктуру приказом Министра обороны Российской Федерации.

## Процесс обучения
Занятия в адъюнктуре начинаются 1 сентября календарного года, в котором проходил конкурсный отбор для поступления. Каждый адъюнкт имеет индивидуальный учебный план и своего научного руководителя.
Программа предусматривает аудиторные занятия и сдачу экзаменов по истории и философии науки, иностранному языку и специальной дисциплине. Также каждый адъюнкт должен написать диссертацию, которая подлежит защите на диссертационном совете. После успешной защиты адъюнкту присваивается учёная степень кандидата военных наук.

## После выпуска
Офицеры, успешно окончившие адъюнктуру, назначаются на воинские должности приказом Министра обороны Российской Федерации.